# Hastighetsåkning på skridskor vid olympiska vinterspelen 2018
Hastighetsåkning på skridskor vid olympiska vinterspelen 2018 avgjordes i Gangneung skridskocenter i Pyeongchang i Sydkorea. Totalt avgjordes 14 grenar. I juni 2015 meddelade ISU att masstart infördes på det olympiska programmet detta år.

## Medaljsammanfattning
0TR0 = Banrekord
0OR0 = Olympiskt rekord
Damer
| Gren                    | Guld                                                   | Guld         | Silver                                                                     | Silver  | Brons                                                              | Brons   |
| 500 meter Detaljer...   | Nao Kodaira Japan                                      | 36,94 0OR0   | Lee Sang-hwa Sydkorea                                                      | 37,33   | Karolína Erbanová Tjeckien                                         | 37,34   |
| 1 000 meter Detaljer... | Jorien ter Mors Nederländerna                          | 1.13,56 0OR0 | Nao Kodaira Japan                                                          | 1.13,82 | Miho Takagi Japan                                                  | 1.13,98 |
| 1 500 meter Detaljer... | Ireen Wüst Nederländerna                               | 1.54,35      | Miho Takagi Japan                                                          | 1.54,55 | Marrit Leenstra Nederländerna                                      | 1.55,26 |
| 3 000 meter Detaljer... | Carlijn Achtereekte Nederländerna                      | 3.59,21      | Ireen Wüst Nederländerna                                                   | 3.59,29 | Antoinette de Jong Nederländerna                                   | 4.00,02 |
| 5 000 meter Detaljer... | Esmee Visser Nederländerna                             | 6.50,23      | Martina Sáblíková Tjeckien                                                 | 6.51,85 | Natalja Voronina Olympiska idrottare från Ryssland                 | 6.53,98 |
| Masstart Detaljer...    | Nana Takagi Japan                                      | 60p          | Kim Bo-reum Sydkorea                                                       | 40p     | Irene Schouten Nederländerna                                       | 20p     |
| Lagtempo Detaljer...    | Japan Miho Takagi Ayano Sato Nana Takagi Ayaka Kikuchi | 2.53,89 0OR0 | Nederländerna Marrit Leenstra Ireen Wüst Antoinette de Jong Lotte van Beek | 2.55,48 | USA Heather Bergsma Brittany Bowe Mia Manganello Carlijn Schoutens | 2.59,27 |

Herrar
| Gren                     | Guld                                                                           | Guld          | Silver                                             | Silver   | Brons                                                                | Brons    |
| 500 meter Detaljer...    | Håvard Lorentzen Norge                                                         | 34,41 0OR0    | Cha Min-kyu Sydkorea                               | 34,42    | Gao Tingyu Kina                                                      | 34,65    |
| 1 000 meter Detaljer...  | Kjeld Nuis Nederländerna                                                       | 1.07,95 0TR0  | Håvard Lorentzen Norge                             | 1.07,99  | Kim Tae-yun Sydkorea                                                 | 1.08,22  |
| 1 500 meter Detaljer...  | Kjeld Nuis Nederländerna                                                       | 1.44,01       | Patrick Roest Nederländerna                        | 1.44,86  | Kim Min-soek Sydkorea                                                | 1.44,93  |
| 5 000 meter Detaljer...  | Sven Kramer Nederländerna                                                      | 6.09,76 0OR0  | Ted-Jan Bloemen Kanada                             | 6.11,616 | Sverre Lunde Pedersen Norge                                          | 6.11,618 |
| 10 000 meter Detaljer... | Ted-Jan Bloemen Kanada                                                         | 12.39,77 0OR0 | Jorrit Bergsma Nederländerna                       | 12.41,98 | Nicola Tumolero Italien                                              | 12.54,32 |
| Masstart Detaljer...     | Lee Seung-hoon Sydkorea                                                        | 60p           | Bart Swings Belgien                                | 40p      | Koen Verweij Nederländerna                                           | 20p      |
| Lagtempo Detaljer...     | Norge Håvard Bøkko Sindre Henriksen Simen Spieler Nilsen Sverre Lunde Pedersen | 3.37,32       | Sydkorea Lee Seung-hoon Chung Jae-won Kim Min-seok | 3.38,52  | Nederländerna Jan Blokhuijsen Sven Kramer Patrick Roest Koen Verweij | 3.38,40  |

## Medaljtabell
| Pl. | Nation                            | Guld | Silver | Brons | Totalt |
| --- | --------------------------------- | ---- | ------ | ----- | ------ |
| 1   | Nederländerna                     | 7    | 4      | 5     | 16     |
| 2   | Japan                             | 3    | 2      | 1     | 6      |
| 3   | Norge                             | 2    | 1      | 1     | 4      |
| 4   | Sydkorea                          | 1    | 4      | 2     | 7      |
| 5   | Kanada                            | 1    | 1      | 0     | 2      |
| 6   | Tjeckien                          | 0    | 1      | 1     | 2      |
| 7   | Belgien                           | 0    | 1      | 0     | 1      |
| 8   | Italien                           | 0    | 0      | 1     | 1      |
| 8   | Kina                              | 0    | 0      | 1     | 1      |
| 8   | Olympiska idrottare från Ryssland | 0    | 0      | 1     | 1      |
| 8   | USA                               | 0    | 0      | 1     | 1      |
|     | Totalt                            | 14   | 14     | 14    | 42     |

### Fotnoter
1. ↑  ”Speed skating” (på engelska). Pyeongchang 2018 Sport. Arkiverad från originalet den 8 mars 2017. https://web.archive.org/web/20170308044726/https://www.pyeongchang2018.com/en/olympicstory/sports/ice/speed-skating/view. Läst 1 maj 2017.
2. ↑  ”Masstart på OS 2018”. Svenska Skridskoförbundet. 11 juni 2015. Arkiverad från originalet den 30 juni 2015. https://archive.is/20150630120310/http://iof3.idrottonline.se/SvenskaSkridskoforbundet/Arbetsrumslista/Hastighet/Nyheterhastighet/MasstartpaOS2018/. Läst 30 juni 2015.
3. ↑  Speed Skating - Ladies' 500m. pyeongchang2018.com. Läst 18 februari 2018.
4. ↑  Speed Skating - Ladies' 1,000m. pyeongchang2018.com. Läst 14 februari 2018.
5. ↑  ”Speed Skating - Ladies' 1,500 m” (på engelska). Pyeongchang 2018. https://www.pyeongchang2018.com/en/game-time/results/OWG2018/resOWG2018/pdf/OWG2018/SSK/OWG2018_SSK_C73A_SSKW1500M-------------FNL-000100--.pdf. Läst 12 februari 2018.
6. ↑  ”Speed Skating - Ladies' 3,000 m” (på engelska). Pyeongchang 2018. https://www.pyeongchang2018.com/en/game-time/results/OWG2018/resOWG2018/pdf/OWG2018/SSK/OWG2018_SSK_C73A_SSKW3000M-------------FNL-000100--.pdf. Läst 10 februari 2018.
7. ↑  Speed Skating - Ladies' 5,000m. pyeongchang2018.com. Läst 16 februari 2018.
8. ↑  Speed Skating - Ladies' Mass Start. pyeongchang2018.com. Läst 24 februari 2018.
9. ↑  Speed Skating - Ladies' Team Pursuit. pyeongchang2018.com. Läst 21 februari 2018.
10. ↑  Speed Skating - Men's 500m. pyeongchang2018.com. Läst 19 februari 2018.
11. ↑  Speed Skating - Men's 1,000m. pyeongchang2018.com. Läst 23 februari 2018.
12. ↑  Speed Skating - Men's 1,500m. pyeongchang2018.com. Läst 13 februari 2018.
13. ↑  ”Speed Skating - Men's 5,000 m” (på engelska). Pyeongchang 2018. https://www.pyeongchang2018.com/en/game-time/results/OWG2018/resOWG2018/pdf/OWG2018/SSK/OWG2018_SSK_C73A_SSKM5000M-------------FNL-000100--.pdf. Läst 11 februari 2018.
14. ↑  Speed Skating - Men's 10,000m. pyeongchang2018.com. Läst 15 februari 2018.
15. ↑  Speed Skating - Men's Mass Start. pyeongchang2018.com. Läst 24 februari 2018.
16. ↑  Speed Skating - Men's Team Pursuit. pyeongchang2018.com. Läst 21 februari 2018.